# The Life and Crimes of Alice Cooper
The Life and Crimes of Alice Cooper es una caja recopilatoria del cantante estadounidense Alice Cooper. Incluye canciones seleccionadas de cada álbum de estudio publicado hasta 1999, más algunos lados B, rarezas y canciones inéditas.

## Lista de canciones

### Disco Uno
1. "Don't Blow Your Mind" - The Spiders (1966) – 2:36
2. "Hitch Hike" - The Spiders (1965) – 2:01
3. "Why Don't You Love Me" - The Spiders (1965) – 1:57
4. "Lay Down And Die, Goodbye" (Original) - The Nazz (1967) – 2:07
5. "Nobody Likes Me" - (demo - 1968) – 3:23
6. "Levity Ball" - (1968) – 4:45
7. "Reflected" - (Pretties For You - 1969) – 3:14
8. "Mr. and Misdemeanor" - (Easy Action - 1970) – 3:00
9. "Refrigerator Heaven" - (Easy Action - 1970) – 1:54
10. "Caught in a Dream" - (sencillo - 1971) – 2:55
11. "I'm Eighteen" - (Love It to Death - 1971) – 2:58
12. "Is It My Body?" - (Love It to Death - 1971) – 2:39
13. "Ballad of Dwight Fry" - (Love It to Death - 1971) – 6:34
14. "Under My Wheels" - (Killer - 1971) – 2:47
15. "Be My Lover" - (Killer - 1971) – 3:21
16. "Desperado" - (Killer - 1971) – 3:29
17. "Dead Babies" - (Killer - 1971) – 5:42
18. "Killer" - (Killer - 1971) – 7:05
19. "Call It Evil" - (demo - 1971) – 3:28
20. "Gutter Cat vs. the Jets" - (School's Out - 1972) – 4:39
21. "School's Out" - (School's Out, sencillo - 1972) – 3:31

### Disco Dos
1. "Hello Hooray" - (Billion Dollar Babies - 1973) – 4:15
2. "Elected" - (Billion Dollar Babies, sencillo - 1973) – 3:43
3. "Billion Dollar Babies" - (Billion Dollar Babies - 1973) – 3:39
4. "No More Mr. Nice Guy" - (Billion Dollar Babies - 1973) – 3:07
5. "I Love the Dead" - (Billion Dollar Babies - 1973) – 5:07
6. "Slick Black Limousine" - (New Musical Express - 1973) – 4:27
7. "Respect for the Sleepers" - (demo - 1973) – 3:48
8. "Muscle of Love" - (Muscle of Love - 1973) – 3:45
9. "Teenage Lament '74" - (Muscle of Love - 1973) – 3:52
10. "Working Up a Sweat" - (Muscle of Love - 1973) – 3:31
11. "Man with the Golden Gun" - (Muscle of Love - 1973) – 3:13
12. "I'm Flash" - (1975) – 2:47
13. "Space Pirates" - (1975) – 3:30
14. "Welcome to My Nightmare" - (Welcome to My Nightmare, sencillo - 1975) – 2:45
15. "Only Women Bleed" - (Welcome to My Nightmare, sencillo - 1975) – 3:17
16. "Cold Ethyl" - (Welcome to My Nightmare - 1975) – 2:54
17. "Department of Youth" - (Welcome to My Nightmare - 1975) – 3:17
18. "Escape" - (Welcome to My Nightmare - 1975) – 3:14
19. "I Never Cry" - (Alice Cooper Goes to Hell - 1976) – 3:43
20. "Go to Hell" - (Alice Cooper Goes to Hell - 1976) – 5:11

### Disco Tres
1. "It's Hot Tonight" - (Lace And Whiskey - 1977) – 3:21
2. "You and Me" - (Lace and Whiskey, single version - 1977) – 3:25
3. "I Miss You" - (Billion Dollar Babies - Battle Axe - 1977) – 3:31
4. "No Time for Tears" - (Sextette - 1977) – 2:59
5. "Because (con The Bee Gees)" - (Sgt. Pepper's Lonely Hearts Club Band - 1978) – 2:45
6. "From the Inside" - (From the Inside, sencillo - 1979) – 3:30
7. "How You Gonna See Me Now" - (From the Inside - 1978) – 3:53
8. "Serious" - (From the Inside - 1978) – 2:41
9. "No Tricks" - (1978) – 4:15
10. "Road Rats" - (Roadie - 1980) – 2:43
11. "Clones (We're All)" - (Flush the Fashion, 1980) – 2:51
12. "Pain" - (Flush the Fashion - 1980) – 4:10
13. "Who Do You Think We Are" - (Special Forces, - 1981) – 3:05
14. "Look at You Over There, Ripping the Sawdust from My Teddybear" - (demo - 1981) – 3:18
15. "For Britain Only" - (sencillo - 1982) – 3:02
16. "I Am the Future" - (Zipper Catches Skin, sencillo - 1982) – 3:45
17. "Tag, You're It" - (Zipper Catches Skin - 1982) – 2:52
18. "Former Lee Warmer" - (DaDa - 1983) – 4:07
19. "I Love America" - (DaDa - 1983) – 3:47
20. "Identity Crisis" - (Monster Dog - 1984) – 2:50
21. "See Me in the Mirror" - (Monster Dog- 1984) – 3:12
22. "Hard Rock Summer" - (Friday the 13th Part VI: Jason Lives - 1986) – 2:30

### Disco Cuatro
1. "He's Back (The Man Behind the Mask)" - (Demo - 1986) – 3:20
2. "He's Back (The Man Behind the Mask)" - (Mix) (Friday the 13th Part VI: Jason Lives film - 1986) – 3:44
3. "Teenage Frankenstein" - (Constrictor - 1986) – 3:32
4. "Freedom" - (Raise Your Fist and Yell - 1987) – 4:04
5. "Prince of Darkness" - (Raise Your Fist and Yell - 1987) – 5:09
6. "Under My Wheels" - (The Decline of Western Civilization Part II: The Metal Years - 1988) – 3:10
7. "I Got a Line on You" - (Iron Eagle II - 1988) – 2:59
8. "Poison" - (Trash - 1989) – 4:27
9. "Trash" - (Trash - 1989) – 3:58
10. "Only My Heart Talkin'" - (Trash - 1989) – 4:44
11. "Hey Stoopid" - (Hey Stoopid - 1991) – 4:15
12. "Feed My Frankenstein" - (Hey Stoopid - 1991) – 4:42
13. "Fire" - (single b-side - 1991) – 3:00
14. "Lost in America" - (The Last Temptation - 1994) – 3:54
15. "It's Me" - (The Last Temptation - 1994) – 4:40
16. "Hands of Death (Spookshow 2000 Mix) (con Rob Zombie)" - (Songs in the Key of X - 1996) – 3:53
17. "Is Anyone Home?" - (A Fistful of Alice - 1997) – 4:10
18. "Stolen Prayer" - (The Last Temptation - 1994) – 5:35